# Peg Dixon
Peg Dixon est une actrice américaine.

## Filmographie
- 1952 : Sunshine Sketches (série télévisée) : Lilliane Drone
- 1956 : Anne of Green Gables (TV) : Mrs. Morrison
- 1964 : Rudolph, the Red-Nosed Reindeer (TV) : Mrs. Donner / Autres (voix)
- 1966 : The Sub-Mariner (série télévisée) : Lady Dorma (voix)
- 1966 : Mighty Thor (série télévisée) : Jane Foster (voix)
- 1966 : The Marvel Superheroes (série télévisée) : Betty Ross / Pepper Potts / Lady Dorma / Jane Foster
- 1966 : Captain America (série TV) : Wanda / Additional Voices (voix)
- 1966 : Iron Man (série télévisée) : Virginia 'Pepper' Potts
- 1966 : Hulk (série télévisée) : Betty Ross (voix)
- 1969 : Strange Paradise (série télévisée) : Ada Desmond Thaxton (#1) (1969-1970)